# Anastassija Olegowna Kowaljowa
Anastassija Olegowna Kowaljowa (russisch Анастасия Олеговна Ковалёва, wiss. Transliteration; englische Schreibweise Anastasia Kovaleva; * 9. Juli 2002) ist eine russische Tennisspielerin.

## Karriere
Kowaljowa begann im Alter von fünf Jahren mit dem Tennissport und bevorzugt Hartplätze. Sie spielt bislang vorrangig Turniere der ITF Women’s World Tennis Tour, wo sie bislang einen Titel im Doppel gewann.

## Turniersiege

### Doppel
| Nr. | Datum             | Turnier             | Kategorie | Belag     | Partnerin         | Finalgegnerinnen            | Ergebnis |
| --- | ----------------- | ------------------- | --------- | --------- | ----------------- | --------------------------- | -------- |
| 1.  | 18. November 2023 | Scharm asch-Schaich | ITF W15   | Hartplatz | Jelena Pridankina | Yasmine Mansouri Inês Murta | 6:2, 6:3 |